# Тактика Armalite с урнами для голосования
Тактика Armalite с урнами для голосования (англ. Armalite and ballot box strategy) — стратегия, предложенная движением ирландских республиканцев в 1980-х — начале 1990-х годов и заключавшаяся в участии партии Шинн Фейн в выборах в Северной Ирландии и Республике Ирландии вкупе с одновременным продолжением вооружённой борьбы Ирландской республиканской армии против британских войск, полиции Ольстера и ольстерских лоялистов. Стратегия противоречила частично номинальной идеологии республиканцев: несколько сторонников ИРА, возмутившихся подобной стратегией, покинули партию и образовали отдельное политическое крыло «республиканцев Шинн Фейн» в 1986 году. Название Armalite в тактике взято в честь автоматических винтовок AR-15 и AR-18, которые использовала Ирландская республиканская армия в боях с британцами и активно их закупала.

## История
На решение об утверждении стратегии повлияли Ирландская голодовка 1981 года, успех Бобби Сэндса на выборах в Парламент Великобритании от графств Фермана и Тирон, а также ряд голодовок в преддверии парламентских выборов в Северной Ирландии и Республике Ирландии. Впервые стратегию сформулировал Дэнни Моррисон на ежегодном съезде в 1981 году:

Кто здесь вообще верит, что мы можем выиграть войну при помощи урн для голосования? Хотя будет ли кто возражать, если мы с бюллетенем в одной руке и Armalite в другом захватим власть в Ирландии?
Оригинальный текст (англ.)Who here really believes we can win the war through the ballot box? But will anyone here object if, with a ballot paper in this hand and an Armalite in the other, we take power in Ireland?

Стратегия привела к частичному успеху. Шинн Фейн набрала от 9 до 13 % голосов в Северной Ирландии, получив некое признание на международной арене, но по популярности серьёзно уступала Социал-демократической и лейбористской партии в националистических кругах: голоса Шинн Фейн на выборах стали единственным последствием эмоций, выработавшихся после Ирландской голодовки. В долгосрочном плане стратегия привела к тому, что люди впервые заговорили о мирном урегулировании конфликта в Северной Ирландии. Когда правительства Великобритании и Ирландии заключили англо-ирландское соглашение, в Шинн Фейн убедились, что вполне реально достичь целей без применения насилия. Впрочем, нашлись те, кто осудил подобную стратегию, приведшую к потере 16 мест Шинн Фейн в парламенте в 1989 году и личное поражение Джерри Адамса на выборах в 1992 году, и сделал ставку исключительно на политическую борьбу.
В 1994 и 1997 годах после прекращения огня мнение в Северной Ирландии о дальнейшем следовании стратегии Armalite и урн для голосования разделилось. Однако со временем среди общественности возобладало мнение о прекращении вооружённой борьбы и сложении оружия. Одной из причин стало то, что Ассоциация обороны Ольстера стала действовать аналогичным образом: Джон Макмайкл сумел тем самым учредить Ольстерскую демократическую партию. Впрочем, к разочарованию лоялистов, им вместе с унионистами не удалось набрать и 1 % на выборах в 1996 году в Североирландский форум.